# Dermatitis facticia
En medicina se denomina dermatitis facticia, patomimia o dermatitis artefacta a aquellas lesiones de la piel que son provocadas o perpetuadas de forma intencionada o inconsciente por el propio paciente. Generalmente obedecen a un trastorno psiquiátrico o psicológico y son producidas por algún método mecánico, por ejemplo objetos punzantes, o por la aplicación de sustancias químicas irritantes.  Se trata por lo tanto de autolesiones, pero el paciente intenta ocultar su origen lo cual dificulta el proceso diagnóstico. Existen otras enfermedades de la piel autoprovocadas, entre ellas  las excoriaciones neuróticas o la tricotilomanía, pero en estos casos el paciente reconoce la autoría de las lesiones, al contrario de lo que ocurre en la dermatitis facticia.

## Frecuencia
Se calcula que afecta a entre el 0,05 y el 0.5% de los pacientes atendidos por problemas dermatológicos.  Es más frecuente en mujeres y en adolescentes.[cita requerida]

## Causas
El paciente se provoca intencionadamente las lesiones por algún motivo psicológico, generalmente por un deseo de llamar la atención en su entorno o reclamar cuidados por su fingida enfermedad. No es una simulación autoprovocada con la finalidad de obtener una indemnización o un beneficio económico, sino que responde a un conflicto interno. Puede considerarse un cuadro similar al  síndrome de Münchhausen o trastorno facticio que se caracterizan por la aparición de síntomas provocados deliberadamente por el mismo paciente, con la diferencia de que en la dermatitis facticia las manifestaciones se reducen a la piel.
Las personas afectas de dermatitis facticia de larga evolución suelen presentar algún trastorno siquiátrico asociado: ansiedad, depresión, alteración de la imagen corporal o trastorno de la personalidad. Los episodios agudos están desencadenados habitualmente por un factor estresante ambiental.

## Tratamiento
Una vez realizado el diagnóstico, el tratamiento es complejo, pues es precisa la colaboración entre el médico de familia, el dermatólogo y el psiquiatra.